# الغذاء الصحي للجسم
الأغذية التي تحتوي على الكربوهيدرات مثل الحبوب، والأرز، والقمح الكامل تحتوي على كميات أكبر من الألياف والفيتامينات والمعادن من الحبوب المقشورة، والقمح الكامل، والأرز الأسمر، والشوفان، والبرغل، والشعير هي أمثلة على الحبوب الكاملة، ويفضل اختيار الحبوب الكاملة عند اتباع نظام تناول اكل صحي؛ للاستفادة بشكل أكبر. يمكن تقدير الحصة الواحدة من النشويات كما يلي:
شريحة واحدة من الخبز (40 جرام).
نصف كوب من الأرز، أو الباستا، أو النودلز، أو البرغل، أو الشعير، أو الكينوا، أو الحنطة السوداء، أو السميد (75-120 جرام).
نصف كوب من العصيدة المطبوخة (120 جرام).
ربع كوب من الموسلي (مزيج من الحبوب والفواكه).
ثلثي كوب من رقائق حبوب الإفطار (30 جرام).
ربع كوب من الطحين (30 جرام).
وتعد الحبوب بأنواعها من الأكل الصحي الذي يزود الجسم بالألياف التي تعطي شعوراً بالشبع، وهي نوع من الكربوهيدرات تسمى أحياناً بالنخالة، وهي جزء من النبات لا يمكن هضمه في الجهاز الهضمي للإنسان، ولكنها تعبر الأمعاء مع الطعام وتمتص الماء، مما يسهل عملية الإخراج ويحمي من الإمساك، ومن فوائدها العديدة للجسم أيضاً:
تقلل خطر الإصابة ببعض الأمراض المزمنة مثل أمراض القلب، والسمنة، والسكري النوع الثاني.
تساعد على خفض مستوى الكوليسترول في الدم.
تساعد على فقدان الوزن والتحكم به.
تمنع الإصابة بالإمساك.
للمزيد: الحصص الغذائية للكربوهيدرات
الغذاء الصحي ومجموعة البروتينات
تحتوي هذه المجموعة على:
اللحوم الحمراء.
الدواجن بأنواعها.
السمك.
البيض.
البقوليات.
ويعد الاكل الهيلثي الذي يحتوي على مجموعة البروتينات غني بالبروتينات والأحماض الأمينية التي يحتاجها الجسم كمصدر للطاقة، وتحتوي على مجموعة فيتامين ب مثل النياسين، والثيامين، والرايبوفلافين، وفيتامين ب6، وفيتامين هـ، والزنك، والمغنيسيوم، كما أن اللحوم الحمراء تحتوي على الحديد، ويمكن استبدال اللحوم بالبقوليات مثل الفاصوليا، أو المكسرات، أو الحبوب، أو مشتقات الصويا.
ويمكن تحديد الحصة الواحدة من البروتينات كما يلي:
65 جرام أو قطعتين صغيرتين من لحم البقر أو لحم الخروف المطبوخ الخالي من الدهن، أو نصف كوب من اللحم المفروم.
80 جرام من لحم الدجاج أو الديك الرومي.
كوب واحد من البقوليات المطبوخة، أو الجافة أو المعلبة، مثل الفاصوليا، أو العدس، أو الحمص، أو البازيلاء.
100 جرام من السمك المطبوخ، أو علبة صغيرة من السمك المعلب.
بيضتان كبيرتان (120 جرام).
170 جرام من التوفو.
30 جرام من المكسرات، أو زبدة المكسرات، مثل زبدة الفستق أو زبدة اللوز أو الطحينة.
وتكمن أهمية البروتينات عند اتباع نظام اكل هيلثي في عدة أمور مثل:
تشكل البروتينات وحدات البناء للعظام والعضلات والغضاريف والجلد والدم، وكذلك تصنع الإنزيمات والهرمونات والفيتامينات من البروتينات.
تعد البروتينات غنية بمجموعة فيتامينات ب التي تلعب دوراً مهماً في الحفاظ على صحة الجهاز العصبي، وتساعد على تكوين خلايا الدم الحمراء وبناء الأنسجة.
تحتوي البروتينات على الحديد الذي يحمل الأكسجين في الدم.
تحتوي على المغنيسيوم الذي يستخدم في بناء العظام.
تحتوي على الزنك الذي يعد مهماً في التفاعلات الكيميائية، ويساعد جهاز المناعة على أداء بوظائفه.
للمزيد: السعرات الحرارية في البروتينات
الغذاء الصحي والخضار والفواكه
تشكل الأكلات الصحية التي تتضمن الخضار والفواكه مصدراً مهماً للفيتامينات والمعادن، كما أنها غنية بالألياف والبوتاسيوم ومضادات الأكسدة التي تساعد على الوقاية من الأمراض المزمنة، وينصح بتناول خمس حصص من الخضار والفواكه يومياً لتزويد الجسم بحاجته، ويجب التنويع في أنواع الخضار والفواكه في الوجبات؛ لأن كل نوع مختلف يمنح الجسم عناصر غذائية مختلفة.
وتقدر الحصة الواحدة كما يلي:
نصف كوب من الخضار المطبوخ.
نصف كوب من البقوليات المطبوخة، أو المعلبة أو الجافة مثل العدس، أو الفاصوليا، أو البازيلاء.
كوب من سلطة الخضار.
نصف كوب من الذرة.
نصف حبة متوسطة من البطاطا، أو الخضار النشوية مثل البطاطا الحلوة.
حبة متوسطة من الطماطم.
حبة واحدة من الفواكه متوسطة الحجم مثل التفاح، والموز، والبرتقال، والإجاص.
حبتان من الفواكه صغيرة الحجم مثل المشمش، والخوخ، والكيوي.
كوب واحد من الفاكهة المعلبة أو المقطعة بدون سكر.
كوب واحد من عصير الفواكه الخالي من السكر.
وللخضار والفواكه فوائد كثيرة منها:
الخضار والبقوليات مثل العدس، والفاصوليا، والأرضي شوكي تحتوي على الألياف، التي تساعد في الوقاية من أمراض القلب.
الغذاء الصحي الذي يحتوي الخضار مثل الفاصوليا السوداء، والسبانخ المطبوخة، والهليون غني بحمض الفوليك، الذي يقلل من خطورة إنجاب طفل مصاب بتشوهات في الدماغ والحبل الشوكي.
الخضار الغنية بالبوتاسيوم مثل البطاطا الحلوة، والطماطم، والشمندر، والفاصوليا البيضاء، والخضار الورقية المسلوقة، والبطاطا البيضاء، تساعد في الحفاظ على المستوى الطبيعي لضغط الدم.
الفواكه مصدر ممتاز للفيتامينات خاصةً فيتامين سي، والمعادن ومضادات الأكسدة التي تساعد في الوقاية من الأمراض المزمنة وأمراض القلب.
للمزيد: الحصص الغذائية للفواكه والتوصيات اليومية
الغذاء الصحي ومشتقات الالبان
يزود الغذاء الصحي المحتوي على مشتقات الألبان الجسم بالكالسيوم والبروتينات، ويفضل اختيار الأنواع قليلة أو خالية الدسم، وينصح بتناول ثلاثة حصص من مشتقات الألبان يومياً، وتقدر الحصة الواحدة كما يلي:
كوب (250 ملليلتر) من الحليب السائل، أو المصنوع من بودرة الحليب.
نصف كوب (120 ملليلتر) من الحليب المكثف غير المحلى.
شريحتان (40 جرام) من الجبنة الصلبة مثل الشيدر.
نصف كوب من جبنة الريكوتا.
ثلاثة أرباع كوب أو علبة صغيرة (200 جرام) من اللبن.
كوب (250 ملليلتر) من حليب الصويا أو الأرز أو اللوز المدعم بالكالسيوم.
ومشتقات الألبان مهمة جداً عند اتباع جدول غذائي صحي؛ لفوائدها الكثيرة مثل:
تدعم صحة العظام، وتحمي من الإصابة بهشاشة العظام.
تقلل من احتمال الإصابة بأمراض القلب، وارتفاع ضغط الدم، والسكري.
يساعد فيتامين د الموجود في مشتقات الألبان على الحفاظ على مستويات الكالسيوم والفسفور في الجسم، وتعد مشتقات الألبان المصدر الرئيسي للكالسيوم وفيتامين د، وتشمل الحليب واللبن بكافة أنواعه، وينصح باختيار المنتجات قليلة الدسم للاستغناء عن الدهون الزائدة.
للمزيد: الغذاء غير الصحي
الغذاء الصحي ومجموعة الدهون
تعد الدهون غير المشبعة ضرورية عند اتباع نظام غذائي صحي؛ إذ تساعد الدهون غير المشبعة على الوقاية من أمراض القلب، وخفض مستوى الكولسترول في الدم عند استبدالها بالدهون المشبعة في النظام الغذائي، وتعد الكمية التي يوصى بتناولها من الدهون غير المشبعة هي ملعقة أو ملعقتان كبيرتان للكبار، وكمية أقل للأطفال، وذلك باستخدام زيت الزيتون بدلاً من الزبدة أو الكريما.
ويوجد نوعان من الدهون الغير مشبعة:
الدهون أحادية اللا إشباع الموجودة في زيت الزيتون، وزيت الكانولا، والأفوكادو، والكاشو، واللوز.
الدهون متعددة اللا إشباع مثل الأوميغا-3 الموجود في الأسماك الدهنية، والأوميغا-6 الموجود في العصفر، وزيت الصويا، والجوز البرازيلي.
اقرأ أيضاً: الحصص الغذائية للبروتينات واللحوم
الطريقة الصحية لتحضير الغذاء الصحي
نذكر فيما يلي بعض النقاط عن الغذاء الصحي:
يجب أن يحضر الغذاء الصحي بطرق صحية كالشوي أو السلق بعيداً عن طريقة القلي بالزيت المؤكسد وأن يحضر من مواد طازجة مغسولة جيداً.
يكون الطعام الصحي عادة غني بالألياف والفيتامينات والمعادن، وقليل الملح والسكر والمواد الحافظة والملونة.
يلعب الاكل الصحي دوراً في المحافظة على صحة الجسم، ومستويات الطاقة، والحالة النفسية الجيدة بالاضافة للوقاية من الأمراض المزمنة والسرطانات.
يجب تناول أنواع مختلفة من الأكلات الصحية بكميات تناسب حاجة الجسم للحصول على جميع العناصر الغذائية؛ لأن كل صنف مختلف من الغذاء يزود الجسم بعناصر مختلفة.
نصائح لاتباع نظام غذائي صحي
الغذاء الصحي هو نمط حياة متوازن، ولا يقتصر على تناول نوع معين من الغذاء بل هو نمط صحي مدى الحياة، ويعد الاكل الهيلثي خيارات طعام ذكية من كل مجموعة من الطعام بحيث تكون متنوعة ومتوازنة غنية بكل العناصر الأساسية.
ونذكر فيما يلي بعض النصائح عند اتباع نظام هيلثي فود :
تناول الكمية الصحية من السعرات الحرارية بما يناسب الشخص ونشاطاته اليومية.
تناول أكل صحي مختلف ومتنوع؛ لضمان الحصول على جميع العناصر الغذائية الضرورية للجسم.
وجوب احتواء ثلث الوجبة تقريباً على الكربوهيدرات مثل الخبز، والأرز، والباستا، والحبوب، والبطاطا، ويفضل اختيار الحبوب الكاملة أو الأرز الأسمر؛ للحصول على الألياف.
تناول الكثير من الخضار والفواكه.
تقليل تناول الدهون المشبعة والسكر.
تقليل كمية الملح في الطعام.
ممارسة التمارين الرياضية.
شرب كمية كافية من الماء.
تناول السمك مرتين أسبوعياً، واختيار حصة واحدة من السمك الدهني المحتوي على الأوميغا-3، ومن الأسماك الدهنية:
السلمون.